# Lễ hội Lồng tồng
Lễ hội Lồng tồng, là một lễ hội của dân tộc Người Tày và được xem là hoạt động tín ngưỡng cầu trời cho mưa thuận gió hòa, cây cối tốt tươi, mùa màng bội thu, đời sống ấm no cơm áo đầy đủ. Lễ hội tổ chức tại những ruộng được cho là tốt nhất, to nhất.

## Thời gian tổ chức
Tùy theo từng nơi, ấn định cho phù hợp với địa hình. Các địa phương gần nhau thì có thể thỏa thuận chọn ngày khác nhau để có điều kiện giao lưu, trao đổi. hàng năm tại Chiêm Hóa thường tổ chức lễ hội vào mùng 8 tháng giêng

## Hoạt động trong lễ hội
Trước ngày hội, các gia đình đều quét dọn nhà cửa thật sạch sẽ xóm sạch sẽ, chuẩn bị lương thực để đón khách. Vào ngày lễ xuống đồng, ngoài đồng của Bản, mỗi gia đình chuẩn bị một mâm cỗ theo khả năng. Mang hàm ý phô bày sự khéo léo, cẩn thận của người phụ nữ trong việc nội trợ, nấu nướng các món ăn truyền thống như bánh chưng, bánh giầy, chè lam, bánh bỏng... Trên mỗi mâm đều có một đĩa xôi ngũ sắc. Mỗi mâm cỗ còn có thêm hai đôi quả còn được làm bằng vải màu, trong nhồi cát, bông, có tua rua nhiều màu sắc sặc sỡ. Lễ khấn cho mưa thuận gió hòa, mùa màng tươi tốt được thực hiện do các thầy tào tiến hành.

## Ghi danh di sản
Lễ hội Lồng tồng tại một số địa phương đã được ghi danh là di sản văn hóa phi vật thể của Việt Nam: 
Tuyên Quang, 
huyện Định Hóa, tỉnh Thái Nguyên, 
huyện Văn Bàn, Lào Cai.